# 米蘭·埃爾采甘
米蘭·埃爾采甘（Milan Ercegan，1916年4月18日—2011年1月11日），南斯拉夫體育知名人士、體育活動家、國際摔跤聯合會主席、奧林匹克銀質勳章授予者。
埃爾采甘是南斯拉夫體育活動家，1963年─1973年任南斯拉夫國家奧委會委員，1964年起擔任國際摔跤聯合會秘書長，1970年起任國際摔聯主席。摔跤是現代奧運會上僅次於田徑、游泳的第三人項目（包括古典式和白由式摔跤兩種），共設二十枚金牌，金牌數甚至超過體操（15枚）。埃爾采甘在國際業餘摔跤史上，以傑出的領導能力，取得了輝煌的成就，現有95個會員協會。為表彰他對世界摔跤運動的巨大貢獻．1984年洛杉磯奧運會期間，國際奧會會授予他奧林匹克銀質勳章。埃爾采甘成為體育的知名人士。

## 外部連結
- 國際摔跤聯合會官網 米蘭·埃爾采甘